# Малайски паунов фазан
Малайският паунов фазан (Polyplectron malacense) е вид птица от семейство Phasianidae. Видът е световно застрашен, със статут Уязвим.

## Разпространение и местообитание
Разпространен е в Малайзия.